# Gynacantha tenuis
Gynacantha tenuis är en trollsländeart som beskrevs av Martin 1909. Gynacantha tenuis ingår i släktet Gynacantha och familjen mosaiktrollsländor. Inga underarter finns listade i Catalogue of Life.